# Finn Kydland
Finn Erling Kydland (nacido en 1943) es un economista noruego, conocido por sus contribuciones a la teoría del ciclo económico real.
Fue laureado con el Premio del Banco de Suecia en Ciencias Económicas en memoria de Alfred Nobel en 2004, junto con Edward C. Prescott, "por sus contribuciones a la Macroeconomía dinámica: la consistencia en el tiempo de la política económica y las fuerzas impulsoras detrás del ciclo económico". Es actualmente profesor de la economía en la Universidad de California en Santa Bárbara. Enseñó previamente en la escuela de Tepper de Negocios de la Universidad Carnegie Mellon. 

## Vida y educación
Kydland creció como el mayor de seis hermanos en la granja de la familia en Søyland, Gjesdal, situado en el Jæren que cultiva la región en el condado de Rogaland, Noruega. Él recuerda haber tenido una educación liberal, sus padres que no les imponían muchas limitaciones. Finn llegó a estar interesado en las matemáticas y la economía como adulto joven, después de que él hiciera la contabilidad en la granja de un amigo. 
Se graduó en la Escuela Noruega de Economía (NHH) en 1968 y obtuvo un doctorado en economía en Universidad Carnegie Mellon en 1973, con una tesis sobre el Planeamiento Macroeconómico Descentralizado. Después de su doctorado él volvió a NHH como profesor auxiliar. En 1978 se movió de nuevo a Carnegie Mellon como profesor de asociado. Ha estado viviendo en los Estados Unidos desde entonces. Desde 2010 es académico correspondiente de la Real Academia de Ciencias Económicas y Financieras de España y preside su Observatorio de Investigación.
Los campos de especialización de Kydland son la economía general y política. Sus áreas principales de la enseñanza y de interés son los ciclos económicos, la política monetaria y fiscal y economía del trabajo. Trabajó Carnegie Mellon en 1977, donde sirvió como profesor de economía hasta el 1 de julio de 2004, cuando pasó a la Universidad de California en Santa Bárbara . También es profesor adjunto del NHH de Noruega, profesor honoris causa de la Universidad Torcuato Di Tella de Buenos Aires, Argentina y consultor asociado para la investigación en los bancos de reserva federal de Dallas, Mineápolis y Cleveland.